# TREASURE COLLECTION (安全地帯のアルバム)
『TREASURE COLLECTION』（トレジャー・コレクション）は、日本のロックバンドである安全地帯の3作目のベスト・アルバム。
1999年6月30日にキティエンタープライズからリリースされた。ベスト・アルバムとしては『安全地帯ベスト2 〜ひとりぼっちのエール〜』（1993年）以来およそ6年振り、その他のアルバムを含めるとライブ・アルバム『ONE NIGHT THEATER 1985』（1998年）以来およそ9か月振りにリリースされた作品である。
安全地帯がキティレコード在籍時にリリースした23枚のシングルから14曲と、2枚目のアルバム『安全地帯II』（1984年）収録の「あなたに」を含む全15曲を収録している。

## 収録曲
| #         | タイトル                     | 作詞      | 作曲      | 編曲                   | 時間  |
| --------- | ---------------------------- | --------- | --------- | ---------------------- | ----- |
| 1.        | 「ワインレッドの心」         | 井上陽水  | 玉置浩二  | 安全地帯、星勝         | 4:10  |
| 2.        | 「真夜中すぎの恋」           | 井上陽水  | 玉置浩二  | 安全地帯、星勝         | 3:58  |
| 3.        | 「恋の予感」                 | 井上陽水  | 玉置浩二  | 安全地帯、星勝         | 4:35  |
| 4.        | 「熱視線」                   | 松井五郎  | 玉置浩二  | 安全地帯、星勝         | 4:14  |
| 5.        | 「プルシアンブルーの肖像」   | 松井五郎  | 玉置浩二  | 安全地帯、星勝         | 4:16  |
| 6.        | 「マスカレード」             | 松井五郎  | 玉置浩二  | 安全地帯、星勝         | 4:08  |
| 7.        | 「悲しみにさよなら」         | 松井五郎  | 玉置浩二  | 安全地帯、星勝         | 4:33  |
| 8.        | 「夏の終りのハーモニー」     | 井上陽水  | 玉置浩二  | 星勝、安全地帯、BAnaNA | 4:23  |
| 9.        | 「じれったい」               | 松井五郎  | 玉置浩二  | 星勝、安全地帯、BAnaNA | 3:40  |
| 10.       | 「好きさ」                   | 松井五郎  | 玉置浩二  | 星勝、安全地帯、BAnaNA | 2:37  |
| 11.       | 「I Love Youからはじめよう」 | 松井五郎  | 玉置浩二  | 安全地帯、星勝、BAnaNA | 4:31  |
| 12.       | 「微笑みに乾杯」             | 松井五郎  | 玉置浩二  | 安全地帯、星勝、BAnaNA | 4:38  |
| 13.       | 「いつも君のそばに」         | 松井五郎  | 玉置浩二  | 安全地帯               | 5:30  |
| 14.       | 「ひとりぼっちのエール」     | 須藤晃    | 玉置浩二  | 安全地帯               | 6:42  |
| 15.       | 「あなたに」                 | 松井五郎  | 玉置浩二  | 安全地帯、星勝         | 3:51  |
| 合計時間: | 合計時間:                    | 合計時間: | 合計時間: | 合計時間:              | 65:46 |

## チャート
| チャート         | 最高順位 | 登場週数 | 売上数  |
| ---------------- | -------- | -------- | ------- |
| 日本（オリコン） | 83位     | 1回      | 0.4万枚 |

## リリース日一覧
| No. | リリース日    | レーベル               | 規格 | カタログ番号 | 備考 | 出典        |
| --- | ------------- | ---------------------- | ---- | ------------ | ---- | ----------- |
| 1   | 1999年6月30日 | キティエンタープライズ | CD   | KTCR-9061    |      | [ 2 ] [ 3 ] |